# Wüstungskirche beim Hof Harmuthshausen

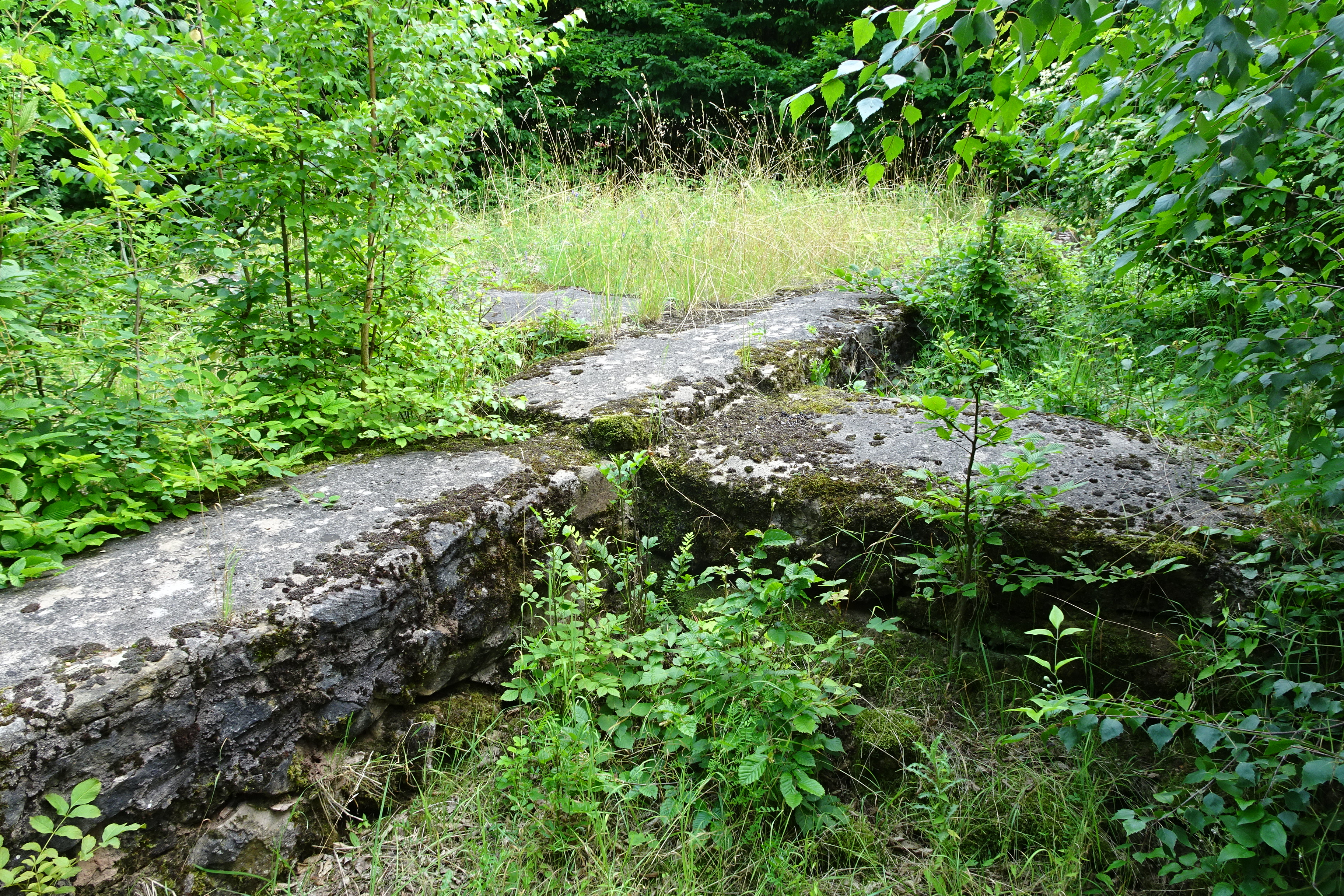
Reste der Grundmauern des schmalen Anbaus und der Nordmauer des Kirchensaals

Die Fundamente der längst verschwundenen Wüstungskirche beim Hof Harmuthshausen wurden zufällig entdeckt und im Jahr 1975 freigelegt. Anlass für die Ausgrabung waren eine mittelalterliche Grabplatte, die einige Jahre zuvor beim Pflügen zutage gefördert wurde, und ein menschliches Skelett, das beim Nachgraben an dieser Stelle zum Vorschein kam. Etwas später fand man den Kirchenbau aus dem 11. bis 14. Jahrhundert, dessen Überreste im Gelände restauriert wurden. Die kleine Kapelle gehörte vermutlich zu Hademarshausen, einer wüst gefallenen Siedlung von bislang unbekannter Größe und Ausdehnung, und war wie der Ort völlig in Vergessenheit geraten und in der Landschaft nicht mehr sichtbar. Nur der überlieferte Flurname „Beim Kirchhof“ erinnerte noch an das Gotteshaus. Die Relikte der Kirche werden wegen ihrer geschichtlichen Bedeutung als ein Kulturdenkmal geschützt.

## Lage

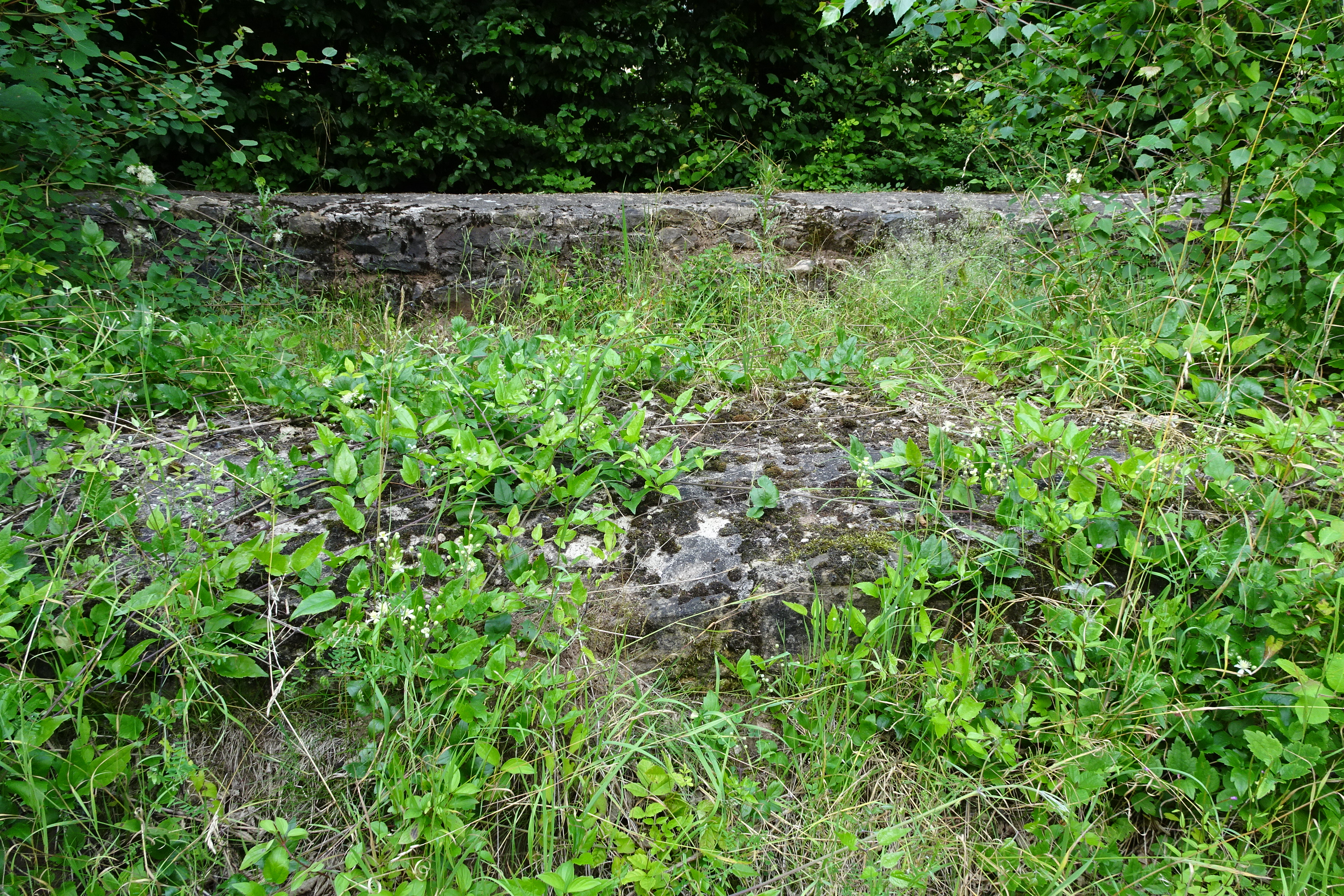
Relikte der Fundamente des Kirchensaals

Die ausgegrabenen Überreste der Kirche des Dorfes Hademarshausen befinden sich unterhalb der Boyneburg auf einem südlich des Gutshofes Hartmuthshausen gelegenen Acker, der nach Nordwesten sanft abfällt. Das Gut liegt im südlichen Teil der Gemarkung von Datterode, einem Ortsteil der Gemeinde Ringgau im nordhessischen Werra-Meißner-Kreis. Westlich, südlich und östlich grenzt der Bereich an die Gemarkung von Wichmannshausen, einem Ortsteil der Stadt Sontra. Naturräumlich wird das Gebiet in dem Grenzbereich des „Südlichen Ringgaus“ und der langgestreckten „Netra-Ifta-Talung“ den „Nordwestlichen Randplatten des Thüringer Beckens“ zugerechnet. Nach Westen geht die Landschaft in die Teileinheit „Hosbach-Sontra-Bergland“ des „Fulda-Werra-Berglands“ über.
In den Schriftquellen wurde das Dorf am Fuße der Boyneburg, zu dem die Kirche gehörte, um 1141 vermutlich als Hatheburghusen und 1320 erstmals als Hademarishusen gesichert erwähnt. Damals war es mit drei Höfen und ebenso vielen Hufen im Besitz derer von Boyneburg. Es wird vermutet, dass nach 1370 der Ort in der Wüstungsperiode des Spätmittelalters aufgegeben worden ist. Spätestens um 1585 stand im Bereich der ehemaligen Dorfstätte wieder ein Hof mit dem Namen Hermanshausen als Besitz derer von Boyneburg. Später nannte man diesen Hof Harmeshausen und erstmals im Jahr 1738, so wie heute, Harmuthshausen.

## Kirche
Die Grundmauern der Kirche wurden von der Außenstelle Marburg der Abteilung Archäologische Denkmalpflege im Landesamt für Denkmalpflege Hessen 1975 vollständig freigelegt. Der älteste Teil des zweiperiodischen Kirchenbaus bestand aus einem einfachen Saal mit einer halbrunden Apsis und dem darin stehenden Altar. In einer späteren Zeit wurde der Altarraum zu einem Rechteckchor erweitert, so dass danach die äußere Gesamtlänge der Kirche 16,20 m betrug. Dicht vor der Ostwand des Chors wurden bei den Ausgrabungen über der älteren Apsismauer Reste des Fundaments des Altars aus dieser Bauphase gefunden.

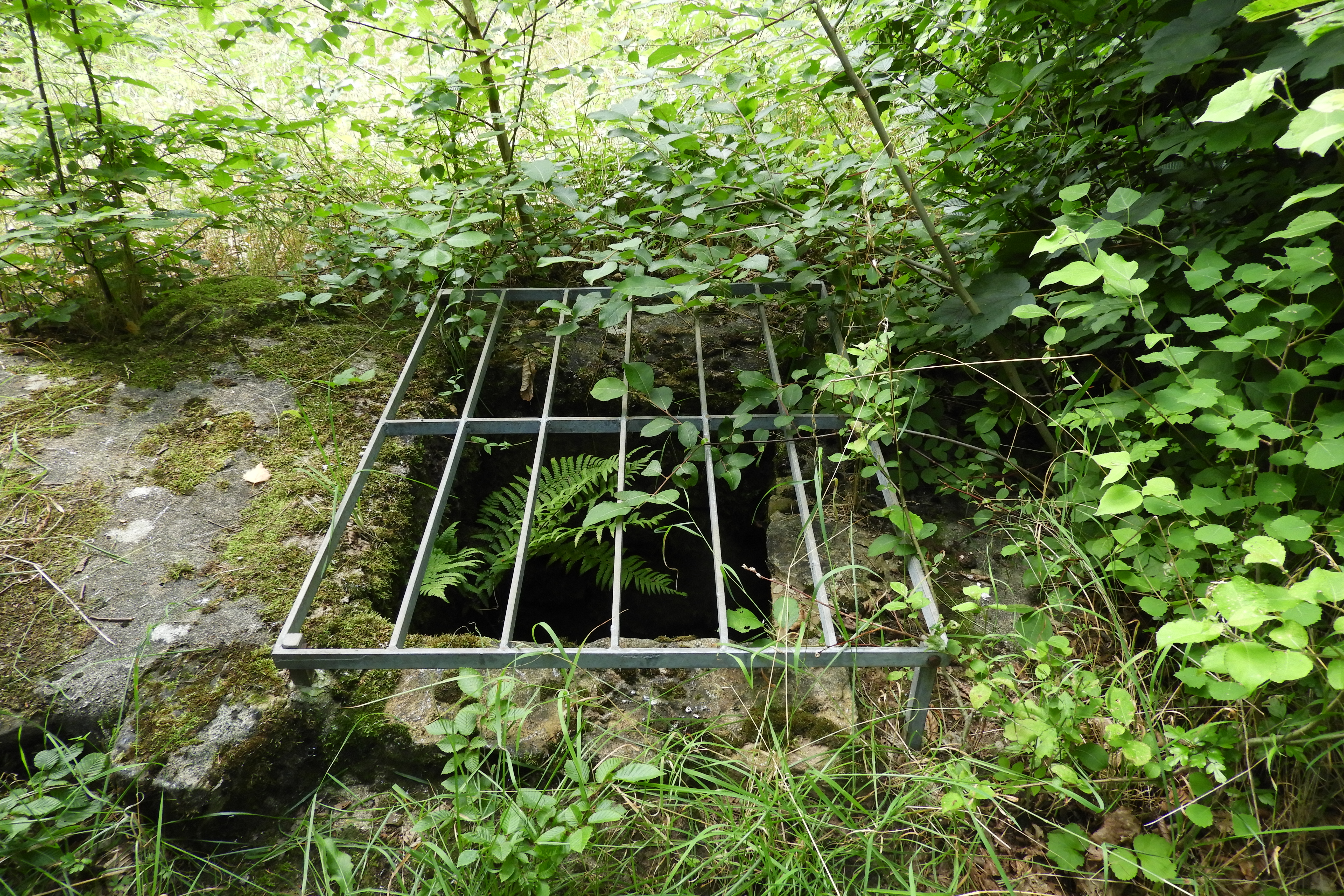
Unter dem Gitter befindet sich ein rund zweieinhalb Meter tiefer rechteckiger Schacht aus bearbeiteten Quadersteinen eines vermutlichen Brunnens

An der Nordseite des Saals war nachträglich ein schmaler Anbau errichtet worden, der im Inneren etwas mehr als zwei Meter breit war. Von einem weiteren Anbau nördlich des rechteckigen Chors zeigten sich nur noch lückenhafte Reste des Fundaments. An seiner Nordostecke fand sich ein rund zweieinhalb Meter tiefer, sich nach unten erweiternder rechteckiger Schacht aus gesetzten Quadersteinen, der oben zwischen fünfzig und achtzig Zentimeter breit ist. Das räumliche und zeitliche Verhältnis zu dem Anbau des vermutlich als ein Brunnen gegrabenen Schachts blieb unklar. Eine früher vermutete liturgische Funktion wird nicht mehr angenommen.
Die zwischen Saal und Chor verlaufende Mauer könnte ein Spannfundament gewesen sein. Auf dem in Mörtel gebundenen Estrichboden des Kirchensaals kam eine bis zu 10 cm dicke Brandschicht zum Vorschein, die als Zerstörungsschicht angesehen werden kann, die aber auch durch einen Brand nach der Aufgabe der Kirche entstanden sein könnte. Der Eingang war nicht sicher nachzuweisen, möglicherweise lag er an der südlichen Saalwand.
In dem außerhalb der Kirche untersuchten Bereich wurden einige Gräber ausgegraben. Auch innerhalb der Kirche fanden sich mehrere Beisetzungen. In dem kleinen seitlichen Anbau bestattete man vermutlich adlige, zur Boyneburg gehörende Personen. Bei vielen Gräbern war ein zeitliches Verhältnis zu der Kirche nicht feststellbar. Auch das Gebäude war archäologisch nicht zu datieren. Es muss aber nach Ausweis der ältesten Grabplatte, die in die Zeit bald nach 1100 datiert wurde, spätestens im frühen 12. Jahrhundert errichtet worden sein. Der Zeitpunkt der Aufgabe lag vermutlich frühestens am Ende des 14. Jahrhunderts, der endgültige Abbruch war eher später.

## Grabplatten

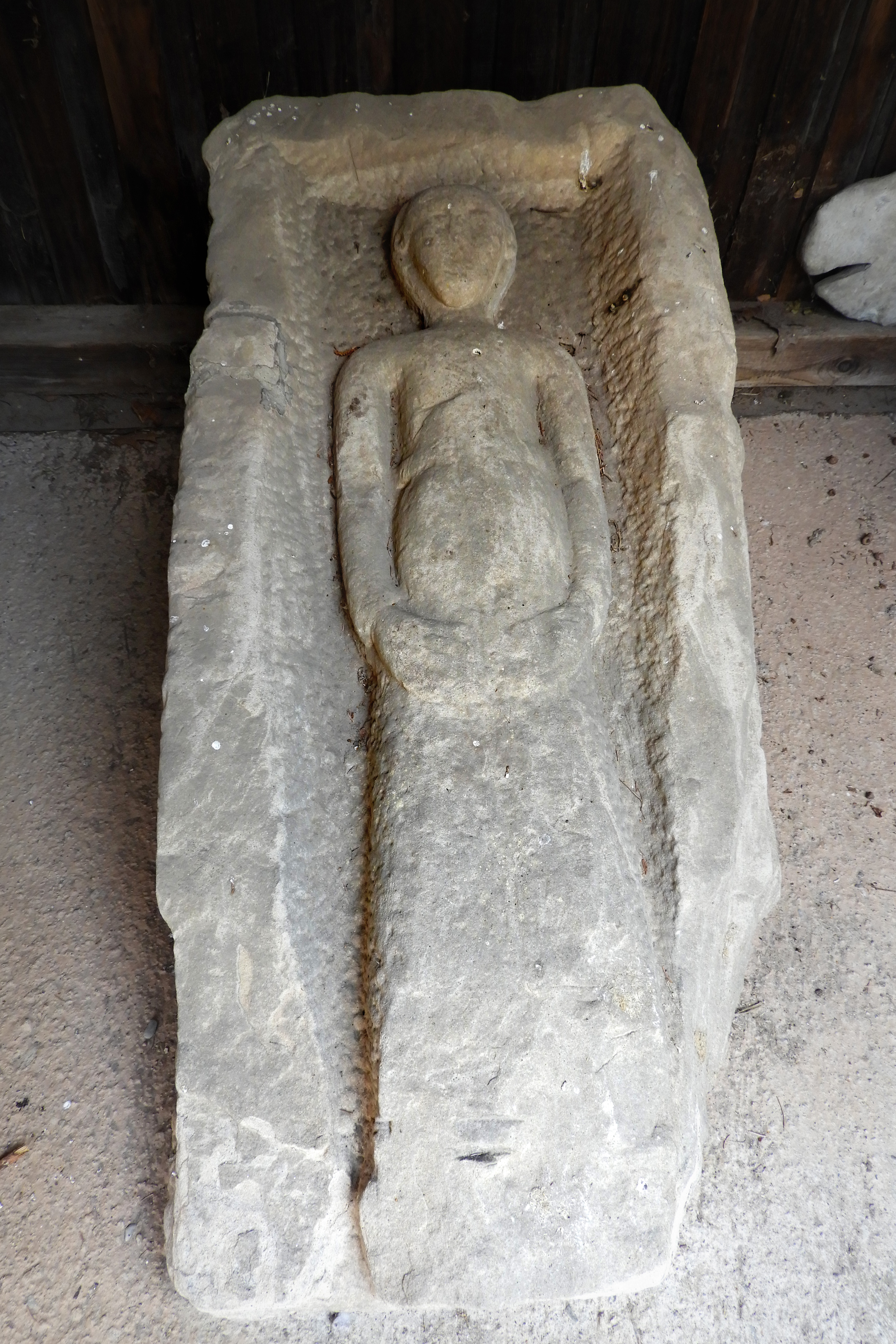
Die Grabplatte, mit der Plastik einer Frau, wurde 1971 zutage gefördert.

Die einem steinernen Sarkophag nachgebildete Grabplatte aus rotem Buntsandstein mit der darin eingebetteten Plastik einer Frau wurde 1971 an der damals noch nicht entdeckten Nordmauer der Kirche zutage gefördert. Ein zehn Zentimeter breiter Rahmen umschließt einen acht Zentimeter tiefen Reliefraum, in dem erhaben die nicht deutbare menschliche Figur herausgearbeitet wurde. Der ungewöhnlichen Haltung ihrer ausgestreckten Arme, mit den nach innen abgewinkelten Händen, begegnet man nur noch an einer figürlichen Grabplatte in der Kirche zu Trebsen an der Mulde. Der überregional bedeutende Fund steht nach Meinung des Historikers Friedrich Karl Azzola am Anfang der figürlichen, in Stein gehauenen Grabplastik des hohen Mittelalters. Mit den jüngeren Grabplatten der Äbtissinnen der ehemaligen Stiftskirche St. Servatius zu Quedlinburg und einigen anderen ist die Platte aus der ergrabenen Kirche von großer Bedeutung für die Sepulkralkultur des thüringisch-sächsischen Hochadels in der ersten Hälfte des 12. Jahrhunderts. Für Azzola entstand die Platte vor 1144, als die Boyneburg noch im Besitz der Grafen von Northeim war. Offensichtlich diente die kleine Kirche unter der Boyneburg als Grablege, da die Northeim-Boyneburger sich noch nicht das Kloster Cornberg als Grablege gestiftet hatten.

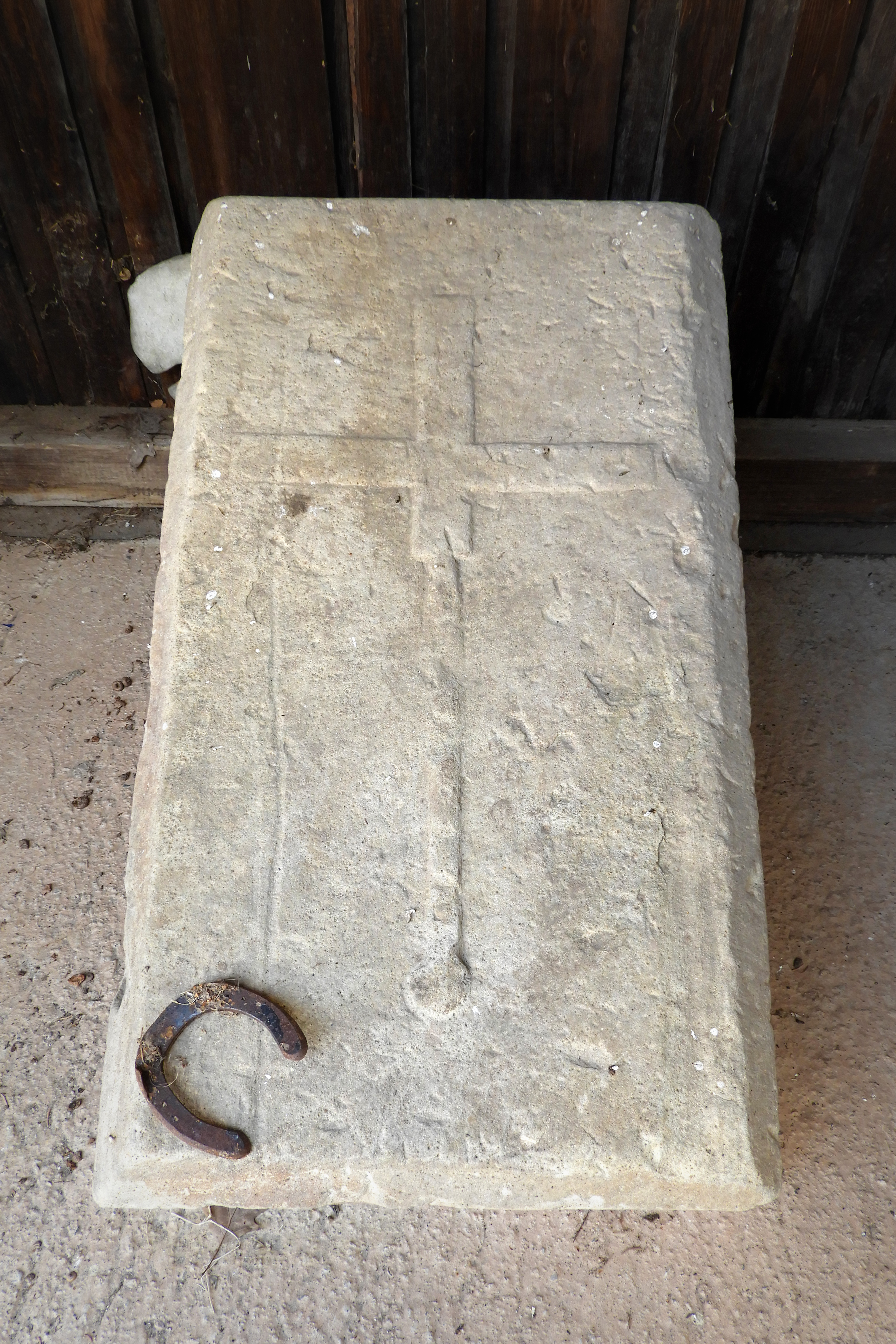
Die mit einem Kreuz verzierte Grabplatte wurde 1975 unbeschädigt aus größerer Tiefe im nördlichen Anbau der Kirche geborgen.

Die andere Grabplatte wurde im Jahr 1975 unbeschädigt aus größerer Tiefe im nördlichen Anbau der Kirche geborgen. Sie lag bei ihrer Auffindung wahrscheinlich nicht mehr in der ursprünglichen Position. Die Platte mit einem in erhabenem Flachrelief verzierten Kreuz, das unten in einer kleinen Scheibe endet, ist etwas jünger als die figürliche Platte und dürfte in der zweiten Hälfte des 12. Jahrhunderts entstanden sein, als auf der Boyneburg Reichsministeriale  saßen. Nach Ansicht Azzolas folgten die Angehörigen der oder des Verstorbenen offensichtlich nicht dem damaligen Brauch, eine Grabplatte mit einem schlichten Stabkreuz zu versehen. Sie orientierten sich vielmehr bei dieser Platte für ihre Grablege unter der Burg an ihrem zeitgenössischen Christusbild, der Majestas Domini, und gaben dementsprechend ein Kreuz mit einer Erdscheibe als Fuß in Auftrag.
Die beiden an der Kirche freigelegten Grabplatten werden am Gut Harmuthshausen unter einem Schutzdach ausgestellt.